# Can Pou (Maià de Montcal)
Can Cul és una àmplia masia damunt d'un pujol a la plana de Maià de Montcal (Garrotxa) inclosa en l'Inventari del Patrimoni Arquitectònic de Catalunya. Les notícies que fan referència al mas Pou de Maià de Montcal es remunten a les acaballes del món medieval. De les estructures d'aquest moment no en resten res, llevat d'uns carreus d'una obertura típica del segle xiii i XIX, reutilitzats posteriorment en una finestra de la façana de migdia. L'estructura actual és del segle xviii, com ho confirmen les dates gravades a diverses llindes: 1743, 1770 i 1780. Fills destacables d'aquesta casa són Bernat Pou, cabdill d'una partida remença que acudí en defensa de Ferran el Catòlic i la seva mare, la reina Joana Enríquez, refugiats a la força de Girona i Vicenç Pou i Marca, cronista destacat de la Primera Guerra Carlina i llicenciat en lleis per la Universitat de Cervera.
Can Pou és de planta rectangular, amb alguns afegits i teulat a dues aigües amb els vessants vers les façanes principals. Disposa de baixos, amb una gran porta adovellada, els batents de la qual conserven la data 1800. Les obertures són allindanades, excepte al nivell de les golfes que són d'arc de mig punt, Aquesta part era destinada al bestiar i per una escala interior de pedra s'accedia al pis-habitatge. Aquest disposa d'una eixida on hi ha un magnífic pou de base semicilíndrica adossat als murs dels mas. Can Pou va ser bastit amb pedra poc escairada del país, llevat dels cantoners i els de les obertures.
Les llindes testimonien les ampliacions realitzades.
- Finestres de la façana de migdia: "1734", "1770"
- Llinda que originalment estava situada a la porta d'accés de l'eixida "AVE MARIA PURISIMA / 1734"

La pallissa al costat de tramuntana de l'era de Can Pou, fou bastida durant les reformes que es portaren a terme en el decurs del segle xviii. És de planta rectangular i teulat a dues aigües. A la part baixa hi ha una gran arcada de mig punt feta de carreus molt ben escairats. Aquí es conserva, avui cegada, l'entrada al túnel que comunicava el mas amb la casa veïna de Can Coma; fou utilitzat durant les Guerres Carlistes. Al pis superior s'hi accedeix per una escala exterior de pedra, la porta conserva la data: 1768.
En un primer moment el trull fou instal·lat a la casa pairal, juntament amb un molí de gra. Avui en resten tres moles avui abandonades al costat de l'era. Mesuren:
- pedra de moldre gra: 120 cm de diàmetre
- pedra de trull d'oli: 90 cm de diàmetre màxim i 65 cm de diàmetre inferior
- pedra treballada de trull d'oli: 80 cm de diàmetre i 30 cm d'alçada